# Pingasa angulifera
Pingasa angulifera är en fjärilsart som beskrevs av W. Warren 1896. Pingasa angulifera ingår i släktet Pingasa och familjen mätare. Inga underarter finns listade i Catalogue of Life.